# 马克斯·莫里斯
格伦·马克斯·莫里斯（英語：Glen Max Morris，1925年3月14日—1998年1月8日），美国前职业美式足球及篮球运动员。